# Festa major de la Margineda
Es una fiesta típica del principado de Andorra, celebrada cada verano en el pueblo de La Margineda situado entre Andorra la Vieja y San Julián de Loria que durante los últimos años se ha ido perdiendo. En 2009 JAM, una asociación de jóvenes del país intenta recuperar y actualizar esta fiesta buscando innovar con otras tendencias. Y adaptarse a las nuevas demandas y necesidades ya sean musicales, artísticas o recreativas, de la juventud andorrana aportando creatividad y actividades diversas.
Esta fiesta se realiza a mediados de julios. 
La fiesta está basada en la idea de barracas. Es un modelo de fiesta arraigada al país vecino, en sus diferentes fiestas mayores. La denominación "barraca" forma parte de la filosofía festiva de los denominados países catalanes. "Txoznas" es la denominación del País Vasco, así como "casetas" en Andalucía, etc.. 
A pesar de recibir diferentes nombres, el funcionamiento siempre es muy similar. La actividad está enmarcada alrededor de un escenario dónde tienen lugar diferentes espectáculos audiovisuales (conciertos, teatro,...).
Complementando esta oferta artística, cada entidad organiza una barraca dónde puede distribuir bebida, con la posibilidad de divulgar sus objetivos desarrollando actividades paralelas (talleres, charlas, música...) para así promocionarse. 
Las barracas de La Margineda nacen con el objetivo de reunir a diferentes entidades del Principado de Andorra y hacer una fiesta mayor popular y participativa donde todo el mundo pueda encontrar un espacio en el que se sienta identificado.